# Drew Forsythe
Pour les articles homonymes, voir Forsythe.
Drew Forsythe est un acteur et scénariste australien né le 23 août 1949 à Sydney (Australie).

## Filmographie

### comme acteur
- 1974 : Three Men of the City (série TV)
- 1974 : Essington (TV)
- 1974 : Stone (en) : Fred
- 1976 : Caddie : Sonny
- 1976 : Deathcheaters : Battle Director
- 1978 : Newsfront : Bruce
- 1981 : Around the World with Dot : Danny the Swagman (live segments) / Santa Claus (voice - animated segments) (voix)
- 1981 : Doctors & Nurses : Katz
- 1982 : Ginger Meggs : Tiger Kelly
- 1984 : Dot and the Bunny (voix)
- 1984 : Annie's Coming Out : David
- 1985 : Burke & Wills : Brahe
- 1986 : The Movers (TV) : Man 1
- 1986 : Whose Baby (TV) : Bill Morrison
- 1986 : Land of Hope (série TV) : Old Frank Quinn
- 1987 : Travelling North : Martin
- 1988 : The Dingo Principle (série TV) : Various
- 1989 : Minnamurra : Henry Iverson
- 1991 : The Miraculous Mellops (série TV) : Ralph
- 1994 : Three Men and a Baby Grand (série TV) : Various Characters
- 1995 : Billy's Holiday : Sid Banks
- 1996 : The Mikado (TV) : Ko-Ko
- 1997 : H.M.S. Pinafore (TV) : The Rt. Hon. Sir Joseph Porter, K.C.B.
- 2002 : Six Days Straight : Arthur
- 2003 : Ned : Narrator